# Cathestecum erectum
Cathestecum erectum är en gräsart som beskrevs av George Vasey och Eduard Hackel. Cathestecum erectum ingår i släktet Cathestecum och familjen gräs. Inga underarter finns listade i Catalogue of Life.